# 激鬥棒球魂
《激鬥棒球魂》由在線科技113遊戲網自2013年起營運至2020年，為台灣卡坦科技自製研發製作的一款國產網頁遊戲，遊戲主軸為三國與棒球卡牌對戰。113遊戲網於2019年12月10日在官網宣布將於2020年1月10日(五)中午12時停止《激鬥棒球魂》遊戲營運服務，而遊戲儲值服務從即日起停止。